# Rőtfarkú ölyv
A rőtfarkú ölyv, vörösfarkú ölyv vagy jamaicai ölyv (Buteo jamaicensis) a madarak osztályának vágómadár-alakúak (Accipitriformes) rendjébe, ezen belül a vágómadárfélék (Accipitridae) családjába tartozó faj.

## Rendszerezése
A fajt Johann Friedrich Gmelin angol ornitológus írta le 1788-ban, a  Falco nembe Falco jamaicensis néven.

## Alfajai
- Buteo jamaicensis alascensis - Alaszka délkeleti része és délnyugat-Kanada
- Buteo jamaicensis harlani - Alaszka középső része és északnyugat-Kanada
- Buteo jamaicensis calurus - Észak-Amerika nyugati része
- Socorrói vörösfarkú ölyv (Buteo jamaicensis socorroensis) - Socorro sziget (Revillagigedo-szigetek, Mexikó)
- Északi vörösfarkú ölyv (Buteo jamaicensis borealis) - Észak-Amerika keleti része
- Buteo jamaicensis suttoni - Déli-Alsó-Kalifornia
- Buteo jamaicensis fuertesi - az Amerikai Egyesült Államok délnyugati része és Mexikó északi része
- Buteo jamaicensis fumosus - a Três Marias-szigetek (Mexikó nyugati partvidéke mentén)
- Buteo jamaicensis hadropus - Közép-Mexikó
- Buteo jamaicensis kemsiesi - Mexikó déli része, Guatemala, Belize, Salvador, Honduras és Nicaragua
- Costa Rica-i vörösfarkú ölyv (Buteo jamaicensis costaricensis) - Costa Rica és Panama nyugati része
- Buteo jamaicensis umbrinus - Florida, a Bahama-szigetek és Kuba
- Buteo jamaicensis jamaicensis - Jamaica, Hispaniola, Puerto Rico és a Kis-Antillák északi szigetei

## Előfordulása
Észak- és Közép-Amerikában honos. Természetes élőhelyei a mérsékelt övi erdők, gyepek, cserjések és sivatagok, valamint szubtrópusi vagy trópusi száraz erdők, valamint legelők és szántóföldek. Vonuló faj.

## Megjelenése
A testhossza 45-65 centiméter, szárnyfesztávolság 114-133 centiméter, testtömege-1460 gramm. Egy alaszkai alfaját kivéve vörös a farka, léteznek sötét és világos színű példányai is. Széles szárnya és erős karmokkal ellátott, megragadásra kiválóan alkalmas lába van.
|  |  |  |

## Életmódja
A meleg légáramlatok segítségével vitorlázik, majd hirtelen lecsap a zsákmányára. Emlősökre, madarakra, hüllőkre és nagyobb rovarokra vadászik.

## Szaporodása
Fákra gallyakból készíti fészkét.

## Természetvédelmi helyzete
Az elterjedési területe rendkívül nagy, egyedszám pedig növekszik. A Természetvédelmi Világszövetség Vörös listáján nem fenyegetett fajként szerepel.